# Onthophagus paliceps
Onthophagus paliceps é uma espécie de inseto do género Onthophagus, família Scarabaeidae, ordem Coleoptera.
Foi descrita cientificamente por Arrow em 1931.